# 心房反射
心房反射（Atrial reflex），又稱本布里奇反射（Bainbridge reflex），是人體藉由感測中心靜脈壓的增加而提升心率的反射。血壓是藉由兩側心房與靜脈交界的感壓受體偵測。

## 歷史
1915年，弗蘭西斯·亞瑟·本布里奇在犬隻的身上首次描述了該現象，他發現在其的血管內注入血液或食鹽水會加速心跳。